# Sánscrito védico
El sánscrito védico o védico es un antiguo idioma indoario. Es una forma arcaica del sánscrito y un descendiente del protoindoiranio. Está estrechamente relacionado con el avéstico, el idioma iranio más antiguo que se conserva. El sánscrito védico es el idioma más antiguo testificado de la rama indoirania de la familia indoeuropea.
El sánscrito védico es el idioma en que se compuso el Rigveda (el texto más antiguo de la India, que se compuso oralmente desde mediados del II milenio a. C.). El sánscrito védico se ha conservado oralmente como una parte de la tradición védica srauta de canto, anterior a la aparición de la escritura alfabética en la India por varios siglos. Debido tanto a la falta de pruebas epigráficas como a la falta de una ininterrumpida tradición manuscrita, el sánscrito védico puede considerarse un idioma reconstruido. Especialmente la fase más antigua del idioma, el sánscrito rigvédico (el idioma en que se compusieron los himnos del Rigveda), solo se conserva en una forma que se editó durante varios siglos desde la composición de los textos. La recuperación de su forma original es una cuestión de la reconstrucción lingüística.
Desde aproximadamente el siglo VI a. C., en el período clásico de la Edad del Hierro de la Antigua India, el sánscrito védico dio paso al sánscrito clásico de acuerdo a como lo definió la gramática de Panini.

## Historia

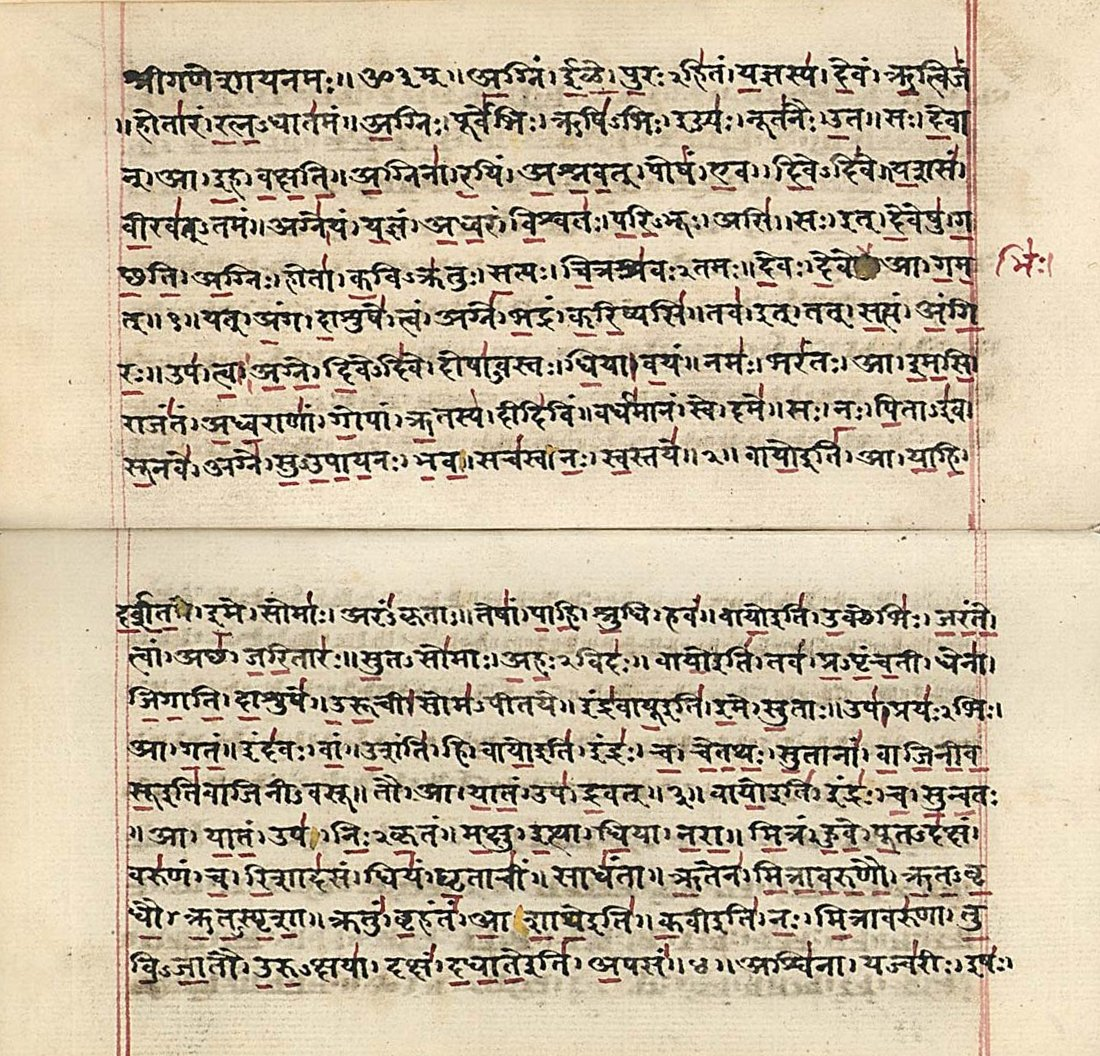
Manuscrito de un padapatha (recitado de himnos) del Rig-veda en letra devanagari, de principios del siglo XIX.

## Derivación prehistórica
A pesar de estar relativamente cerca de la forma reconstruida del protoindoiranio, el sánscrito védico ya está claramente identificado como un idioma del grupo índico. Entre los cambios fonológicos del protoindoiranio está la pérdida de los fonemas /z/ y /z/, y la introducción de una serie de consonantes retroflejas. Por ejemplo, el protoindoiranio *nižda (‘nido’) generó el védica nīḍa (‘lugar de descanso, asiento, morada’), lo que implica tanto la pérdida de la *ž retrofleja, la prolongación de la *i en una ī (/ii/) y la sustitución de la *d por una ḍ retrofleja. Por el lado del vocabulario, el sánscrito rigvédico muestra un número considerable de préstamos lingüísticos tomados de fuentes indígena del continente índico. Esta influencia en el sánscrito védico temprano también se extiende a las características fonéticas, morfológicas y sintácticas, y se atribuye generalmente a la familia de idiomas drávidas o munda.
La separación de los indoarios del grupo ancestral indiferenciado protoindoiraní se fecha comúnmente ―sobre la base de razones lingüísticas― en el siglo XIX a. C.
La composición (oral) de los himnos más antiguos del Rig-veda se fecha en varios siglos después de esta división, más o menos hacia el siglo XVI a. C.
Tanto Asko Parpola (1988) y J. P. Mallory (1998) ubican el locus de la división del idioma iranio (que se trasladó a Persia) y el indoario (que descendió a la India) en la cultura bactria-marguiana, que desarrolló una Edad del Bronce. Parpola (1999) elaboró un modelo y dedujo que los indoarios protorigvédicos invadieron la cultura bactria-marguiana alrededor del siglo XVIII a. C.
Dedujo también una presencia temprana de los indoarios en el horizonte harapano tardío (la cultura del Cementerio H) desde aproximadamente el 1900 a. C., y una intrusión protorigvédica (protodárdica) en la región del Panyab quizá correspondiente con la cultura del río Swat desde alrededor del 1700 a. C. De acuerdo con este modelo, el sánscrito rigvédico ―dentro de la gran familia indoaria― sería el antepasado directo de los idiomas dárdicos.
Los himnos del Rig Veda fueron por lo tanto compuestos en un idioma litúrgico que se basa en el idioma natural hablado en la ciudad de Gandhara durante el primera fase de la cultura del río Swat, al final de la Edad del Bronce en la India. Durante los siguientes siglos, este idioma litúrgico llegó a separarse de los idiomas vernáculos hablados, y llegó a ser conocido como el idioma «artificial» o «elaborado» (sáms-krita: ‘perfectamente construido’), en contraste con los idiomas vernáculos prácritos (siendo prá-krita: ‘natural’, ‘sin refinar’), que se desarrollaron al final del período védico.

## Cronología del sánscrito védico

### 1) Etapa rigvédica
El Rig vedá es claramente el texto más arcaico de los textos védicos preservados, y mantiene muchos elementos en común con los idiomas indoiranios ―tanto en el lenguaje como en el contenido― , que no están presentes en otros textos hinduistas. 
Su creación debe haber tomado varios siglos, y —excepto los capítulos más nuevos (la primera parte del 1 y todo el 10)—, debe de haberse terminado de completar hacia el 1000 a. C.
Desde el punto de vista arqueológico, este periodo puede corresponder con la cultura de tumbas de Gandhara, la cultura del Cementerio H (en la región de Panyab) y la cultura de la alfarería ocre coloreado (OCP, por sus siglas en inglés), más cercanas a Irán. No hay evidencia lingüística o arqueológica ampliamente aceptada de una continuidad cultural directa desde la cultura del valle del Indo.

### 2) Etapa del lenguaje mantra
Este periodo incluye tanto el lenguaje en prosa como los mantras de:
- el Iáyur veda (texto copiado del Rig-veda, aunque con ciertos cambios, tanto lingüísticos como de reinterpretación)
- el Sama-veda (texto copiado y reorganizado [para hacerlo cantable] del Rig-veda, aunque contiene unos 75 himnos que no pertenecen a este)
- el Átharva-veda (texto nuevo, no copiado del Rig-veda, creado por Paippalada y Shaunakíia, entre otros)
- los Khilani (textos actualmente considerados parte del Rigvedá, aunque son agregados muy posteriores).

Muchos de estos textos derivan en su mayor parte del Rig vedá, pero sufrieron algunos cambios, tanto lingüísticos como de reinterpretación.
Algunos cambios muy notables fueron la sustitución de la palabra vishuá (‘[todo el] mundo’) por sarva (‘todos’), y la difusión de la raíz verbal kuru- reemplazando a la rigvédica kṛino- (tiempo presente del verbo kar [‘hacer’, ‘construir’]).
Este período corresponde a la Edad del Hierro temprana (hacia el 1000 a. C.) en el noroeste de la India. En el Átharva-veda incluso se menciona por primera vez la palabra «hierro». Si el reino de los Kurus realmente existió, se habría desarrollado en esta época.

### 3) Prosa samjita
Se desarrolló aproximadamente entre el 1100 y el 800 a. C.). Este periodo marca el comienzo de la recopilación y codificación de un canon védico.
Un cambio lingüístico importante fue la pérdida completa del modo injuntivo y del modo aoristo del sánscrito.
A esta época pertenece la parte bráhmana (‘comentario’ acerca de los mantras y los rituales) del Iáyur-vedá negro.
Desde el punto de vista arqueológico, este periodo corresponde a la cultura de la alfarería gris pintada (de alrededor del 900 a. C.) y al corrimiento del centro político de la India —siempre sobre el río Ganges—, desde la región de los kurus hacia la de los panchalas.

### 4) Prosa bráhmana
Este periodo se desarrolló aproximadamente entre el 900 y el 600 a. C. A él pertenecen los textos bráhmana de los cuatro Vedás ―que no deben confundirse con la casta sacerdotal de los brahmanes―, y también los Araniakas, y las Upanishads más antiguas (como la Brijad-araniaka, la Chandoguia y la Yaiminíia-upanishad) y los Shrauta-sutras más antiguos (como el Baudhaiana-srauta-sutra y el Vadha-shrauta-sutra).

### 5) Lenguaje sutra
Este fue el último estrato del sánscrito védico, hacia el 500 a. C. y atravesó la composición de los Srauta-sutra y los Grijia-sutra, y algunas Upanishads (por ejemplo la Katha y la Maitraiani-upanishad).

### El sánscrito épico y el sánscrito de Pánini
El idioma de los textos épicos Majábharata y Ramaiana, y el sánscrito clásico descrito por el gramático Pánini ―después del 400 a. C.― se considera un idioma diferente del sánscrito védico.
Desde el punto de vista arqueológico, este periodo corresponde a la rápida difusión de la alfarería pulida negra del norte por todo el norte de la India.
Esta también fue la época de los principios del Vedānta, y también la aparición de Gautama Buda, y del idioma pali en que se escribieron las escrituras budistas.
Todas las decenas de Upanishads (en prosa) ―excepto las cinco primeras― son posbudistas.
En esta época se estableció en la India un tercer centro político ―aparte de Kuru y Pañchala―: Videja (en el norte de Bijar).
Alrededor del 500 a. C., los factores culturales, políticos y lingüísticos contribuyeron al final del período védico. La codificación del ritual védico alcanzó su pico, y surgieron varios movimientos contraculturales, como el Vedanta y el budismo temprano (que en sus textos ya no utilizaba el sánscrito como lenguaje litúrgico sino el vernáculo idioma palí (un dialecto prácrito). Darío I de Persia (549-486 a. C.) ―proveniente del oeste, de Irán― invadió el valle del río Indo, por lo que el centro político de los reinos indoarios se movió hacia el este, hasta la llanura del río Ganges. Alrededor de esta época (siglo IV a. C.), el erudito Panini corrigió y sistematizó la gramática del nuevo sánscrito clásico.